# Medhi Lacen
Medhi Lacen (arab. مدحي لحسن, Madḥī Laḥsan; ur. 15 maja 1984 w Paryżu) – algierski piłkarz pochodzenia włosko–francuskiego występujący na pozycji defensywnego pomocnika. Obecnie gra w Máladze.

## Życie prywatne
Lacen urodził się w Paryżu. Jego ojciec jest Algierczykiem, natomiast matka Włoszką. Brat Medhiego – Michael również jest zawodowym piłkarzem.

## Kariera klubowa
Medhi Lacen zawodową karierę rozpoczął w 2003 w Stade Laval. Po roku trafił do drużyny Valence, gdzie wywalczył sobie miejsce w podstawowym składzie i przez cały sezon rozegrał 35 meczów. W Valence Lacen grał w linii pomocy między innymi u boku swojego rodaka – Madjida Adjaouda.
Latem 2005 Lacen przeprowadził się do Hiszpanii, gdzie został graczem Alavés. W Primera División zadebiutował 15 października w zremisowanym 1:1 spotkaniu przeciwko Villarrealowi. W sezonie 2005/2006 Alavés spadło do drugiej ligi i od tego czasu Lacen miał zapewnione miejsce w wyjściowej jedenastce. Algierczyk razem ze swoim klubem przez 2 lata plasował się w dolnych rejonach tabeli Segunda División zajmując 2 razy z rzędu 17. lokatę.
15 sierpnia 2008 Lacen odszedł do Racingu Santander, z którym podpisał 3-letnią umowę. W nowej drużynie na pozycji defensywnego pomocnika grywał razem z wypożyczonym z Realu Saragossa Francuzem Peterem Luccinem. 30 sierpnia 2009 w przegranym 1:4 meczu z Getafe CF Lacen strzelił swoją pierwszą bramkę w karierze.

## Kariera reprezentacyjna
W 2006 Lacen otrzymał powołanie do kadry reprezentacji Algierii na towarzyski mecz z Gabonem, jednak ostatecznie nie mógł w nim wystąpić. 12 grudnia 2009 prezydent algierskiej federacji – Mohamed Raouraoua ogłosił, że Lacen weźmie udział w rozgrywanym w Angoli Pucharze Narodów Afryki. 5 dni później selekcjoner drużyny narodowej – Rabah Saâdane powiedział, że gracz Racingu nie wystąpił jednak na turnieju ze względu na ciążę żony. W reprezentacji Algierii Lacen zadebiutował ostatecznie 3 marca 2010 w przegranym 0:3 towarzyskim pojedynku przeciwko Serbii. Następnie został powołany do kadry na Mistrzostwa Świata w RPA.